# Ctenocella ramosa
Ctenocella ramosa är en korallart som först beskrevs av Simpson 1910.  Ctenocella ramosa ingår i släktet Ctenocella och familjen Ellisellidae. Inga underarter finns listade i Catalogue of Life.